# Vvvv
vvvv — гибридная графическая/текстовая среда разработки предназначенная для программирования физических интерфейсов при помощи синтеза динамической и интерактивной графики, видео и аудио  данных в реальном времени. Работает под управлением Windows, для вывода графики использует DirectX.
vvvv использует визуальный интерфейс программирования для быстрого прототипирования и разработки. Приложения, написанные в vvvv обычно называются патчи, которые состоят из сети нодов. Патчи могут быть созданы, отредактированы и проверены в то время как они работают. Патчи сохраняются на диске в стандартном формате XML. vvvv была написана на Delphi (среда разработки), плагины могут быть разработаны в .NET Framework в C#.
vvvv включил в себя функцию boygrouping для создания кластера клиентских компьютеров, работающих под управлением одного сервера.
Этот инструментарий имеет возможность работать с HLSL шейдерами, которые написаны в их общей текстовой форме, но представленные в vvvv как обычные ноды. Изменения в текст кода можно вносить не останавливая работу патча.